# Langues de la frontière
Les langues de la frontière sont une des familles de langues de l'ensemble que forment les langues papoues.

## Classification
Les langues de la frontière se répartissent en trois groupes :
- langues bewani
  - ningera
  - pagi-kilmeri
    - ainbai, kilmeri, pagi

  - umeda
- langues taikat-awyi
  - taikat, awyi
- langues waris
  - amanab, auwe, daonda, imonda, manem, senggi, sowanda, waris